# Sacituzumab govitecan
Sacituzumab govitecan, comercializado sob a marca Trodelvy, é um medicamento inibidor da topoisomerase conjugado usado no tratamento de cancro da mama triplo negativo metastizado em pacientes submetidos anteriormente a pelo menos duas terapias.